# Изотропия
| Симметрия в физике             | Симметрия в физике                    | Симметрия в физике               |
| Преобразование                 | Соответствующая инвариантность        | Соответствующий закон сохранения |
| ------------------------------ | ------------------------------------- | -------------------------------- |
| ↕ Трансляции времени           | Однородность времени                  | …энергии                         |
| ⊠ C, P, CP и T-симметрии       | Изотропность времени                  | …чётности                        |
| ↔ Трансляции пространства      | Однородность пространства             | …импульса                        |
| ↺ Вращения пространства        | Изотропность пространства             | …момента импульса                |
| ⇆ Группа Лоренца (бусты)       | Относительность лоренц-ковариантность | …движения центра масс            |
| ~ Калибровочное преобразование | Калибровочная инвариантность          | …заряда                          |

Изотропи́я, изотро́пность (из др.-греч. ί̓σος «равный, одинаковый, подобный» + τρόπος «направление, характер») — одинаковость физических свойств во всех направлениях, инвариантность, симметрия по отношению к выбору направления (в противоположность анизотропии; частный случай анизотропии — ортотропия).
Изотропная среда — такая область пространства, физические свойства которой (электрические, оптические и др.) не зависят от направления.
Например, показатель преломления оптически изотропной среды одинаков во всех направлениях.
Реальное пространство само по себе теоретически считается изотропным (хотя в рамках общей теории относительности и многих альтернативных современных теорий гравитации в это утверждение следует внести определённые коррективы, если присутствует гравитационное поле и нельзя ограничиться ньютоновским приближением, а с точки зрения квантовой теории поля, изотропию пространства — в малых областях и временно — могут нарушать квантовые флуктуации). Экспериментально изотропия физического пространства (с упомянутой оговоркой относительно гравитации) установлена с большой точностью, и нарушений её на сегодня неизвестно.